# Gau de Bayreuth
El Gau de Bayreuth (Gau Bayreuth), fins al 1942 anomenat Gau de la Marca Oriental Bavaresa (Gau Bayerische Ostmark), va ser una divisió administrativa de l'Alemanya nazi de 1933 a 1945 als territoris bavaresos de la Baixa Baviera, l'Alt Palatinat i l'Alta Francònia. Abans d'això, de 1928 a 1933, era la subdivisió regional del partit nazi en aquesta zona.
El sistema nazi de Gau (en plural Gaue) va ser establert originalment en una conferència del partit, el 22 de maig de 1926, per tal de millorar l'administració de l'estructura del partit. A partir de 1933, després de la presa de poder nazi, els Gaue va reemplaçar cada vegada més als estats alemanys com a subdivisions administratives a Alemanya.
Al capdavant de cada Gau es va situar un Gauleiter, una posició cada vegada més poderosa, especialment després de l'esclat de la Segona Guerra Mundial, amb poca interferència des de dalt. El Gauleiter local freqüentment ocupava càrrecs governamentals i de partit, i s'encarregava, entre altres coses, de la propaganda i la vigilància i, a partir de setembre de 1944, el Volkssturm i la defensa de la Gau.
El Gau de la Marca Oriental Bavaresa es va formar el 1933, quan Hans Schemm va unir els tres Gaue de l'Alt Palatinat (Oberpfalz), la Baixa Baviera (Niederbayern) i l'Alta Francònia (Oberfranken) en un de sol, en una lluita de poder intern. El terme Marca Oriental Bavaresa va ser encunyat després de la Primera Guerra Mundial per la regió per referir-se al fet que la zona que llavors limitava amb la nova Txecoslovàquia, un país que es percebia hostil a Alemanya. El terme Marca (Mark) va ser històricament usat a l'Imperi Alemany per les regions frontereres a veïns hostils. Va ser l'únic dels Gaue bavaresos que van incorporar més d'un Regierungsbezirk, abastant tres d'ells.
Hans Schemm va liderar el Gau fins a la seva mort en un accident d'avió a 1935. El seu successor, Fritz Wächtler, no va poder aconseguir la mateixa popularitat amb la població de la regió. Després de l'ocupació de Txecoslovàquia, parts d'aquest país va ser incorporat al Gau. Els districtes de Prachatitz i Klattau van ser afegits al Gau.
Des de 1938, el Gau era també la seu del camp de concentració de Flossenbürg i els seus molts subcamps. A causa que el Gau de la Marca Oriental Bavaresa ja no era una regió fronterera, va ser rebatejat com Gau de Bayreuth el 1942. Wächtler va ser assassinat per ordres de Hitler, que havia deixat la seva capital Bayreuth a l'abril de 1945. Va ser reemplaçat per Ludwig Ruckdeschel, el govern fins a la rendició de l'Alemanya nazi.

## Gauleiters

### Gau de la Baixa Baviera-Alt Palatinat
- 1925-1929: Gregor Strasser

### Gau de l'Alt Palatinat
- 1929-1932: Franz Maierhofer

### Gau de la Baixa Baviera
- 1928-1930: Fritz Reinhardt
- 1930-1932: Otto Erbersdobler

### Gau de l'Alta Francònia
- 1928-1933: Hans Schemm

### Gau de la Marca Oriental Bavaresa - Gau de Bayreuth
- 1933-1935: Hans Schemm
- 1935-1945: Fritz Wächtler
- 1945-1945: Ludwig Ruckdeschel

Ludwig Ruckdeschel va ser també el Gauleiter delegat des de l'1 de febrer de 1933 a juny de 1941. En aquesta posició, va liderar el Gau des de la mort de Hans Schemm al març del 35, fins al nomenament de Fritz Wächtler al desembre d'aquell any. Després de l'execució de Wächtler, per derrotisme per un escamot de les SS el 1945, es va convertir ell mateix en Gauleiter.